# Lorenzo Maas
Lorenzo Maas (* 21. Januar 1992 in Eeklo, Belgien) ist ein deutsch-belgischer Eishockeyspieler, der seit 2014 beim Herner EV in der Oberliga West spielt. Sein Bruder Kevin spielte ebenfalls international für Belgien.

## Karriere
Lorenzo Maas, der in Belgien geboren wurde, aber auch die deutsche Staatsbürgerschaft besitzt, spielte zunächst für die U16-Mannschaft des Kölner EC in der Schüler-Bundesliga. 2007 wechselte er in die U18 der Young Roosters, mit denen er 2008 Deutscher Jugend-Meister wurde. Anschließend spielte er mit dem Team aus Iserlohn in der Deutschen Nachwuchsliga, in der er auch nach seinem Wechsel zum Krefelder EV 2009 weiter aktiv war. Seit 2011 wurde er überwiegend in der zweiten Herrenmannschaft der Krefelder in der Oberliga West eingesetzt. 2013 wechselte er zum Ligakonkurrenten Königsborner JEC und ein Jahr später zum Herner EV, für den er seither spielt.

### International
Für Belgien nahm Maas im Juniorenbereich an den U-18-Weltmeisterschaften 2008, 2009 und 2010 sowie den U-20-Weltmeisterschaften 2011 und 2012 jeweils in der Division II teil. Bei der U-18-WM 2010 und der U-20-WM 2012 wurde er jeweils als bester Spieler seines Teams ausgezeichnet.
Für die Herren-Nationalmannschaft nahm Maas an den Weltmeisterschaften der Division II 2012, 2013 und 2014 teil, wobei 2012 der Aufstieg von der B- in die A-Gruppe der Division II gelang.

## Erfolge und Auszeichnungen
- 2008 Deutscher Jugendmeister mit den Young Roosters
- 2012 Aufstieg in die Division II, Gruppe A, bei der Weltmeisterschaft der Division II, Gruppe B